# Kvantmekanikdidaktik
Kvantmekanikdidaktik studerar lärande av kvantmekanik ur olika perspektiv, såsom begreppsinlärning och undervisningsmetoder. Kvantmekanikdidaktik kan också kallas inlärningsforskning i kvantmekanik.

## Historia
Kvantmekanikdidaktik är ett förhållandevis ungt och litet forskningsämne.
Inlärningsforskning i kvantmekanik började under sent sjuttiotal eller tidigt åttiotal, men då endast i isolerade projekt.
Större och mer organiserade forskningsprojekt startade i Tyskland under andra halvan av åttiotalet och de länder som bedriver inlärningsforskning i kvantmekanik i någon större skala är förutom Tyskland också USA och i viss mån Australien.

## Begreppsinlärning i kvantmekanik
Studier av studenters begreppsmässiga förståelse av kvantmekanik (till skillnad från exempelvis räknefärdigheter) visar att för varje begrepp har i regel 20 till 50 procent av studenter har betydande eller allvarliga problem med förståelsen – efter avslutad kurs.
De mest undersökta begreppen rör atomer och endimensionella kvantsystem. Resultat visar att 20 till 60 procent av studenter använder en planetliknande modell för att beskriva atomer, och gällande endimensionella kvantsystem finns en rad vanliga begreppsmässiga problem (som uppvisas av 20 till 50 procent av studenter) samt ett antal mindre vanliga begreppsmässiga problem.
Utöver dessa två begrepp är det ont om forskning kring studenters begreppsmässiga förståelse av kvantmekanik, framförallt gällande kvantmekanik ovanför introduktionsnivå. Det är också ont om studier med mer än 500 deltagande studenter, vilket gör det svårt att bedöma hur vanliga de begreppsmässiga problemen är och även att exempelvis göra jämförelser mellan olika länder eller studentgrupper.